# Hajfa
Hajfa (hebr. ‏חֵיפָה‎; arab. ‏حيفا‎, Hayfā) – największe miasto północnego Izraela i stolica administracyjna Dystryktu Hajfa. Jest to trzecie co do wielkości miasto w kraju pod względem powierzchni (63,7 km²) i ludności (267 800 mieszkańców).
Miasto jest położone nad Zatoką Hajfy, na wybrzeżu Morza Śródziemnego. Tutejszy port Hajfa jest największym portem przeładunkowym i pasażerskim w Izraelu. Wokół portu rozlokowały się liczne zakłady przemysłowe, wliczając w to rafinerię Oil Refineries. Hajfa to także ważny ośrodek kulturalny i naukowy. Znajdują się tutaj dwie światowej klasy uczelnie oraz kilka ośrodków naukowo-badawczych.

## Geografia

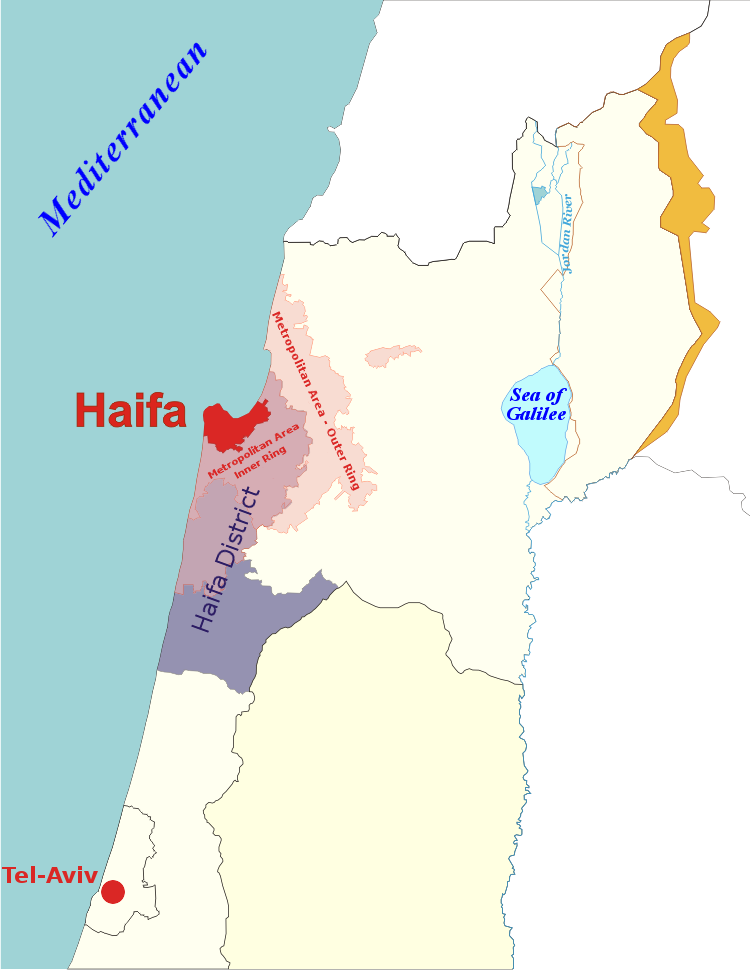
Lokalizacja miasta i metropolii Hajfy w Izraelu

Miasto jest położone na wybrzeżu Morza Śródziemnego, nad Zatoką Hajfy, na zboczach góry Karmel (546 m n.p.m.). W najniższej nadmorskiej części znajduje się centrum handlowe z portem. Środkowa część miasta jest położona na stokach góry Karmel i składa się ze starszych dzielnic mieszkaniowych. Natomiast najwyższą część stanowią współczesne dzielnice mieszkaniowe, które wybudowano na górze Karmel. Rozciąga się stąd widok na całą Zachodnią Galileę, aż po granicę z Libanem.
Hajfa jest położona w odległości 90 km na północ od miasta Tel Awiw. Posiada dużą liczbę nadmorskich plaż. Dużą tutejszą atrakcją jest największy park narodowy Izraela. Znajduje się on na obrzeżach miasta, na stokach góry Karmel.

### Klimat
Hajfa ma klimat śródziemnomorski, który charakteryzuje się gorącymi i suchymi latami oraz chłodnymi i deszczowymi zimami. Wiosna rozpoczyna się w marcu, a w drugiej połowie maja – lato. Średnia temperatura latem wynosi 26 °C, a zimą 12 °C. Opady śniegu są rzadkością w Hajfie, ale zdarza się spadek temperatury do 6 °C. Największe opady deszczu występują pomiędzy październikiem a kwietniem. Suma rocznych opadów atmosferycznych wynosi 524 mm.
Temperatura w kolejnych miesiącach roku (w °C) – średnia pomiarów z lat 1981–2000:
| Miesiąc                | I    | II   | III  | IV   | V    | VI   | VII  | VIII | IX   | X    | XI   | XII  |
| ---------------------- | ---- | ---- | ---- | ---- | ---- | ---- | ---- | ---- | ---- | ---- | ---- | ---- |
| Maksymalna temperatura | 18,0 | 17,9 | 21,1 | 25,3 | 25,4 | 28,5 | 31,5 | 31,1 | 30,3 | 26,9 | 23,5 | 20,8 |
| Minimalna temperatura  | 10,7 | 10,5 | 12,3 | 15,2 | 17,4 | 21,8 | 24,3 | 25,6 | 22,9 | 18,2 | 15,3 | 12,7 |
| Suma opadów mm         | 175  | 109  | 41   | 25   | 5    | 0    | 0    | 0    | 3    | 25   | 94   | 185  |

Źródło danych: Israel Central Bureau of Statistics.

## Historia

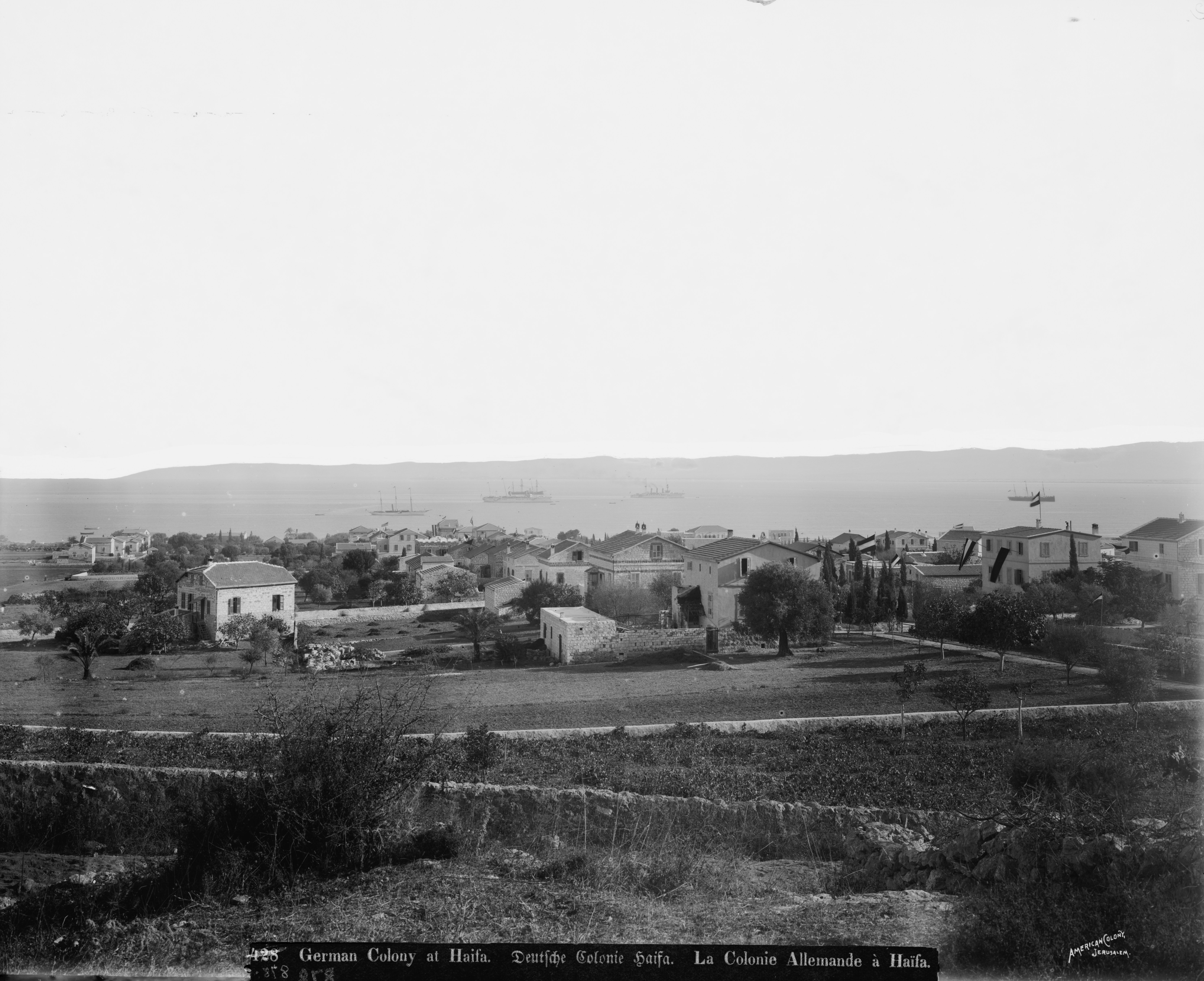
Niemiecka Kolonia w Hajfie

Pierwsze wzmianki o Hajfie pochodzą z literatury talmudycznej z III wieku i chociaż etymologia nazwy miasta pozostaje niejasna, należy przypuszczać, że pochodzi od hebrajskiego słowa Hof yafe („piękne wybrzeże”). Była to wówczas niewielka żydowska osada położona w pobliżu miasta Szikmona.
Od 395 do 637 roku Hajfa z całą Palestyną znajdowała się pod panowaniem Bizancjum. W tym czasie miasto rozkwitło, jednak nigdy nie zdołało zdobyć dużego znaczenia z powodu bliskiego sąsiedztwa Akki. W VII wieku Hajfa została zdobyta przez Persów, a następnie przez Arabów. W 1100 roku Hajfę zdobyli krzyżowcy. Nazywali oni to nadmorskie miasto „Caife”, „Cayfe” i „Caiphas”, co wskazuje na związek miasta z pochodzącym stąd arcykapłanem Kajfaszem. Miasto i port zostały wówczas rozbudowane. W XII wieku przybyli tutaj i osiedlili się na górze Karmel zakonnicy Karmelici. Od tego czasu na górze Karmel wznoszą się budynki kościoła i szpitala zakonnego. W XIX wieku dobudowano tutaj jeszcze budynek klasztoru. Zlokalizowana w pobliżu jaskinia jest uznawana za jaskinię proroka Eliasza.
Gdy w 1265 roku armia Mameluków zdobyła Hajfę, zniszczone zostały fortyfikacje obronne i większość domów. Arabowie uczynili tak, aby nie dopuścić do powrotu chrześcijan z Europy. Informacje z dziejów miasta od XIII wieku do XVI wieku są bardzo znikome, a na pierwszy plan wysunęła się pobliska Akka. W 1761 roku beduiński władca Akki, Daher el-Omar zdobył i zniszczył Hajfę. Miasto zostało wówczas odbudowane w nowym miejscu, z nowymi murami obronnymi. To wydarzenie wprowadziło Hajfę we współczesną erę. Po śmierci El-Omara w 1775 roku, miasto pozostawało pod władzą Imperium Osmańskiego do 1918 roku, z wyjątkiem dwóch krótkich okresów: w 1799 roku Hajfę zdobył Napoleon Bonaparte podczas swojej kampanii w Syrii i Palestynie. Jednakże jeszcze w tym samym roku musiał wycofać się do Egiptu. Natomiast w latach 1831–1840 egipski wicekról Muhammad Ali ze swoim synem Ibrahim Pasza zdobyli przejściowo Palestynę. W następnych latach Hajfa pozostawała w Imperium Osmańskim. Znaczenie miasta stopniowo rosło, podczas gdy pobliska Akka podupadała. Jednak punktem zwrotnym w historii Hajfy okazało się osiedlenie w mieście w 1868 roku niemieckich chrześcijan z ruchu Tempelgesellschaft. Utworzyli oni w Hajfie niemiecką kolonię, przy której powstała elektrownia, fabryki i linia kolejowa łącząca miasto z Akką, Nazaretem i Tyberiadą. Był to kluczowy moment w modernizacji miasta. W 1898 Hajfę odwiedził Theodor Herzl, twórca ruchu syjonistycznego. Pod koniec XIX wieku rejon Hajfy stał się centrum zainteresowania bahaizmu. Przywódca tego ruchu, Siyyid Mírzá 'Alí-Muhammad osiedlił się w Akce, a w 1909 roku wybudowano specjalny grobowiec na górze Karmel. Od tego momentu Hajfa pozostaje ważnym miejscem pielgrzymek dla członków tego ruchu religijnego.
Na początku XX wieku Hajfa rozwinęła się w nowoczesne przemysłowe miasto, w którym istniał duży port floty handlowej i marynarki wojennej oraz punkt przeładunku ropy naftowej. W wyniku prac melioracyjnych pozyskano grunty pod budowę biur portowych i magazynów. Większość z tych prac przeprowadzono w okresie mandatu brytyjskiego. Bardzo szybko liczba mieszkańców doszła do 100 tys. osób (82% muzułmańscy Arabowie, 14% chrześcijańscy Arabowie, 4% Żydzi).

### W brytyjskim mandacie

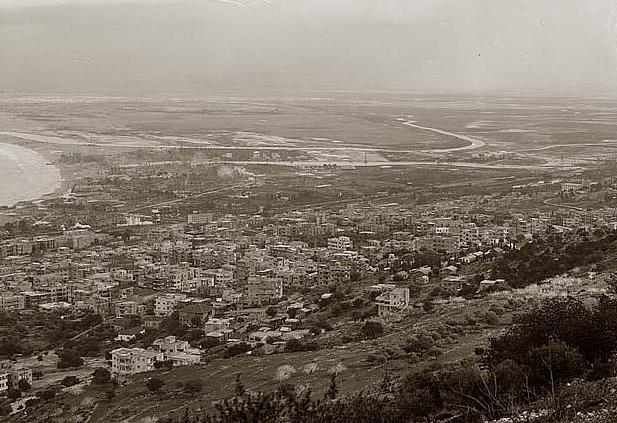
Widok na Hajfę – 1898 r.

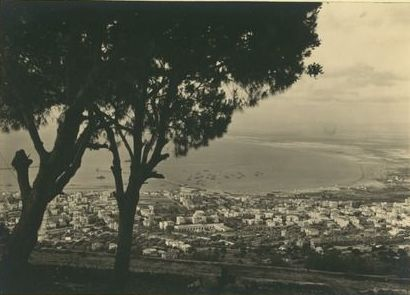
Hajfa, 1925 – 1937

Jako wynik I wojny światowej Palestyna z Hajfą weszły w skład brytyjskiego mandatu Palestyny na Bliskim Wschodzie. Pod panowaniem brytyjskim Hajfa rozwinęła się w największy port Palestyny. W Hajfie wybudowano nowoczesną rafinerię ropy naftowej, która docierała tutaj ropociągiem z Iraku. Rozwojowi miasta sprzyjała linia kolejowa, która łączyła Damaszek z Medyną – dzięki niej port w Hajfie się rozbudowywał i przekształcał w wielki port handlowy i ważną bazę marynarki wojennej. Po zakończeniu II wojny światowej w Palestynie nasiliły się walki pomiędzy Żydami a Arabami. Skala starć powoli przybierała rozmiary wojny domowej. Rząd brytyjski zdawał sobie sprawę, że sytuacja w Mandacie Palestyny wymyka się spod kontroli, dlatego 2 kwietnia 1947 roku oficjalnie przekazał sprawę Palestyny do ONZ. 29 listopada 1947 roku Zgromadzenie Ogólne Organizacji Narodów Zjednoczonych przyjęło rezolucję nr 181 w sprawie podziału Palestyny. Hajfę uznano za część równiny przybrzeżnej, którą przyznano państwu żydowskiemu.
W dniu 30 grudnia 1947 roku doszło do masakry w rafinerii w Hajfie. Członkowie żydowskiego Irgunu rzucili dwie bomby w tłum Arabów, którzy czekali na prace budowlane przed bramą rafinerii w Hajfie. W tym zamachu terrorystycznym zginęło 6 osób, a 42 zostały ranne. Wybuchły wówczas arabskie rozruchy, w których zginęło 39 żydowskich robotników. Przeszło to do historii pod nazwą „masakry w rafinerii Hajfy”. Żydzi wzięli odwet 31 grudnia 1947 atakując arabską wieś Balad el-Szeich.
Żydzi uznali Hajfę za strategiczne miasto portowe, które odgrywa kluczową rolę w sprawowaniu kontroli nad całą Galileą. Dlatego uznano przejęcie kontroli nad miastem za jeden z najważniejszych celów wojny domowej 1947–1948.
Brytyjczycy wycofali swój kontyngent wojskowy z Hajfy 21 kwietnia 1948. Żydowska Hagana w całkowitej tajemnicy przegrupowała swoje brygady i tego samego dnia z zaskoczenia zaatakowała miasto. Ciężkie walki uliczne wywołały panikę wśród arabskiej ludności cywilnej (około 100 tys. Arabów uciekło). Po dwóch dniach walk 23 kwietnia 1948 Żydzi opanowali Hajfę.

### Współczesność
Po 1948 r. port w Hajfie stał się jednym z najważniejszych punktów do którego docierali żydowscy przybysze z całego świata, tłumnie przybywający do nowo proklamowanego państwa Izrael. Z tego powodu wielu mieszkańców miasta jest imigrantami, którzy w pierwszych latach najczęściej zajmowali opuszczone arabskie domy. Stopniowo budowano także nowe dzielnice. W 1953 r. powstał generalny plan rozwoju architektonicznego miasta.
W 1959 r. pogarszające się warunki społeczno-bytowe doprowadziły do wybuchu zamieszek w dzielnicy Wadi Salib. Później wyburzono większość domów ze starych arabskich dzielnic, przenosząc ludzi do nowych dzielnic. Na miejscu wyburzonych domów wybudowano współczesne, funkcjonalne budynki mieszkalne.
W latach 80. w mieście osiedliło się wielu imigrantów z państw dawnego Związku Radzieckiego.
Podczas Drugiej wojny libańskiej w 2006 r. na Hajfę spadły 93 rakiety Katiusza, wystrzelone przez Hezbollah z południowego Libanu. W wyniku tego ostrzału w Hajfie zginęło 11 ludzi.

## Demografia
Zgodnie z danymi Izraelskiego Centrum Danych Statystycznych w 2008 roku w mieście żyło 265,1 tys. mieszkańców, z czego 82% Żydzi, 4% arabscy muzułmanie oraz 14% arabscy chrześcijanie. Największa liczba imigrantów mieszkających w Hajfie pochodzi z państw dawnego Związku Radzieckiego. Stanowią oni obecnie 25% populacji miasta. Jednakże od 2001 nastąpił powolny spadek liczby mieszkańców, co budzi obawy o przyszłość tego nowoczesnego przemysłowego miasta. Cechą charakterystyczną Hajfy jest starzejąca się populacja, która jest tutaj stosunkowo wyższa niż w Tel Awiwie i Jerozolimie. Wynika to z faktu, że wielu młodych ludzi wyprowadza się z miasta do centralnej części kraju lub wyjeżdża do zagranicznych szkół, natomiast pozostając młode rodziny przeprowadzają się do nowoczesnych osiedli mieszkaniowych położonych na obrzeżach Hajfy. Zmiany demograficzne są także widoczne w podziale religijnym mieszkańców miasta. Na ogół żydowscy mieszkańcy starzeją się, a młodzi Żydzi wyjeżdżają z miasta. Natomiast rośnie liczba chrześcijan i muzułmanów. W 2006 27% arabskiej ludności było w wieku 0-14, w porównaniu do 17% ludności żydowskiej i innych grup ludności. Ta tendencja utrzymywała się w grupie wiekowej 15-29 (27% populacji arabskiej i 22% żydowskiej) i 30-44 (23% ludności arabskiej i 18% żydowskiej). Ta tendencja zmienia się dopiero w przedziale wiekowym 45-59 (19% ludności żydowskiej i 14% arabskiej).
Ludność miasta pod względem wieku:
| Wiek (w latach) | Procent populacji w % |
| --------------- | --------------------- |
| 0-4             | 6,1%                  |
| 5-9             | 6,0%                  |
| 10-14           | 5,9%                  |
| 15-19           | 7,1%                  |
| 20-29           | 15,1%                 |
| 30-44           | 18,5%                 |
| 45-59           | 18,6%                 |
| ponad 60        | 22,7%                 |

Źródło danych: Central Bureau of Statistics.

### Dzielnice

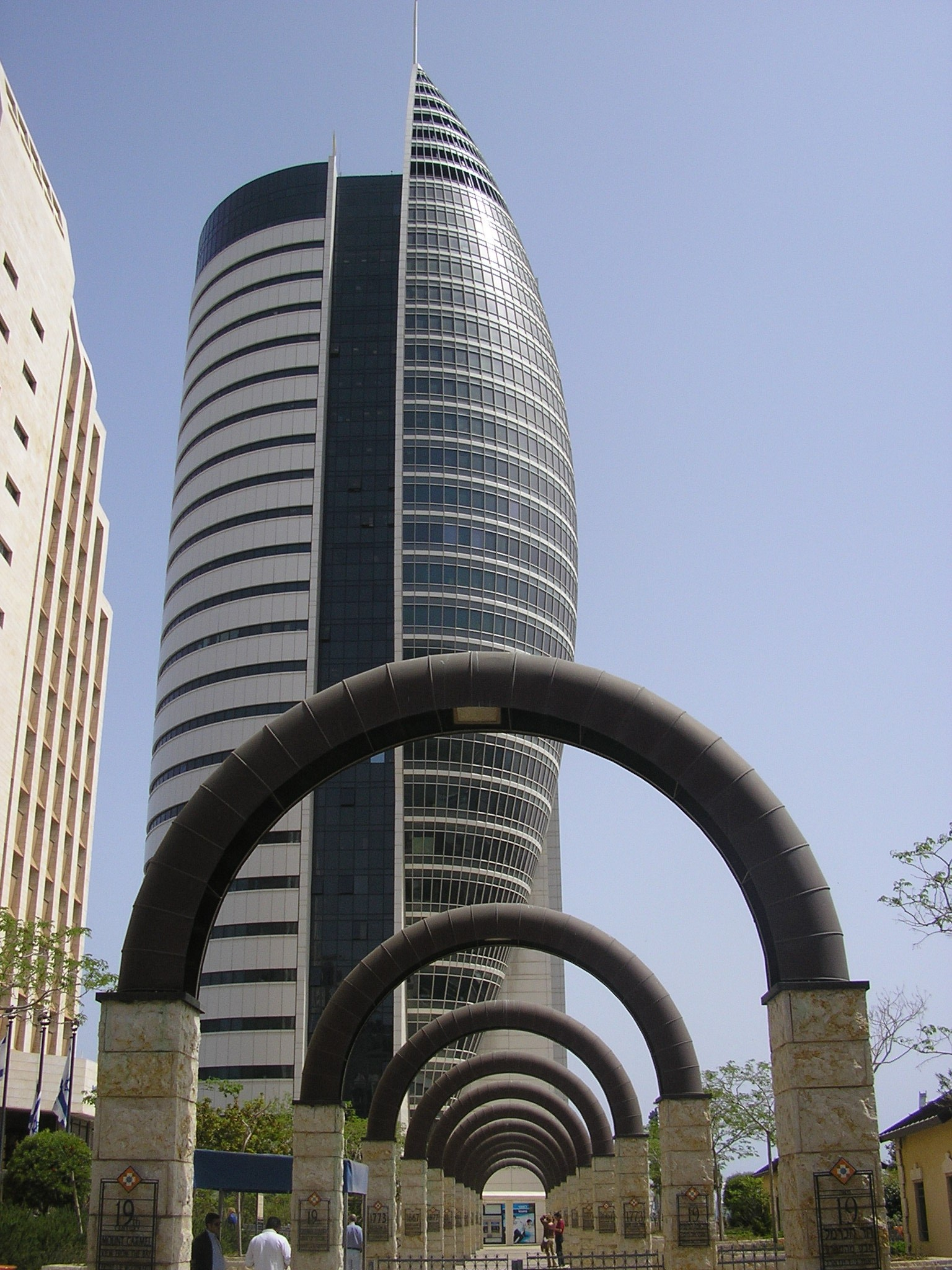
Budynek Sail w Hajfie

Hajfa wyraźnie dzieli się na trzy części, z których najbiedniejsza leży u podnóża góry Karmel, a najzamożniejsza na jej szczycie. Najstarsza i najbiedniejsza część miasta jest położona wokół portu i jest czasami nazywana po angielsku Downtown. W tej portowej dzielnicy znajdują się dworce autobusowy i kolejowy (Hajfa Merkaz-ha-Szemona), oraz dolna stacja metra Carmelit. Jest tutaj także główny posterunek policji i główna poczta miejska.
W części środkowej zbocza góry Karmel znajdują się stare zamożniejsze osiedla, natomiast najzamożniejsza i najnowsza dzielnica jest zarazem położona najwyżej. Jednak w ostatnim czasie w znacznym stopniu odnowiono i przywrócono do świetności niżej położoną dzielnicę Moshava Germanit (Kolonia Niemiecka). Hajfa jest miastem różnych grup narodowościowych, które żyją w odrębnych dzielnicach. Istnieje wyraźny podział dzielnic na żydowskie i arabskie, jednak ciekawym jest rosnąca tendencja bogacenia się Arabów, którzy przenoszą się do zamożnych żydowskich dzielnic mieszkaniowych.
Ostatnio zabudowa mieszkaniowa skoncentrowała się wokół kilku dzielnic: Kirjat Chajjim i Kirjat Szemu’el, który powstały w latach 2002–2004 (około 75 000 m² powierzchni), Carmel (70 000 m² powierzchni) i Ramot Nawe Sza’anan (70 000 m²). Duża koncentracja zabudowy nie-mieszkaniowej nastąpiła w nisko położonych dzielnicach Ha-Ir (Dolne Miasto, gdzie zabudowano 90 000 m² powierzchni), Ha-Mifratz (Zatoka Hajfa, 72 000 m²) i Ramot Nawe Sha’anan (54 000 m²). W 2004 około 80% budynków miejskich było prywatnych, a jedynie 20% należała do miasta.
W 2005 dzielnicą posiadającą największą liczbę mieszkańców była Carmel (19 553 mieszkańców) i Zachodnia Hajfa (17 700 mieszkańców). Największymi pojedynczymi osiedlami były Merkaz Ha-Carmel (Centralny Karmel) i Carmel Ma’aravi (Zachodni Karmel), na których mieszkało 8941 ludzi. W Zachodniej Hajfie największymi osiedlami były Bat Gallim i Qiryat Eliezer (8661 mieszkańców).
Każda z dzielnic posiada indywidualne cechy architektoniczne i demograficzne. Nadmorska dzielnica Hadar jest ośrodkiem handlowym miasta. Skupiły się tutaj także stare osiedla mieszkaniowe. Na tym poziomie jest także wybudowana pod koniec XIX wieku Kolonia Niemiecka. Obecnie mieszka w niej w większości ludność arabska i chrześcijańska. Większa część arabskiej populacji mieszka w trzech dzielnicach: Khalisa, Abbas i Wadi Nisnas. Natomiast na wyższym poziomie stoków góry Karmel znajduje się dzielnica Neve Sha’anan, zamieszkana w większości przez żydowskich imigrantów z Rosji. Prawie wszystkie stare budynki w tej dzielnicy wyburzono, i na ich miejscu powstały współczesne czteropiętrowe funkcjonalne budynki mieszkaniowe. W Hajfie obecna jest jedyna w Izraelu społeczność Ahmadija. Zamieszkują oni dzielnicę Kababir.

## Gospodarka

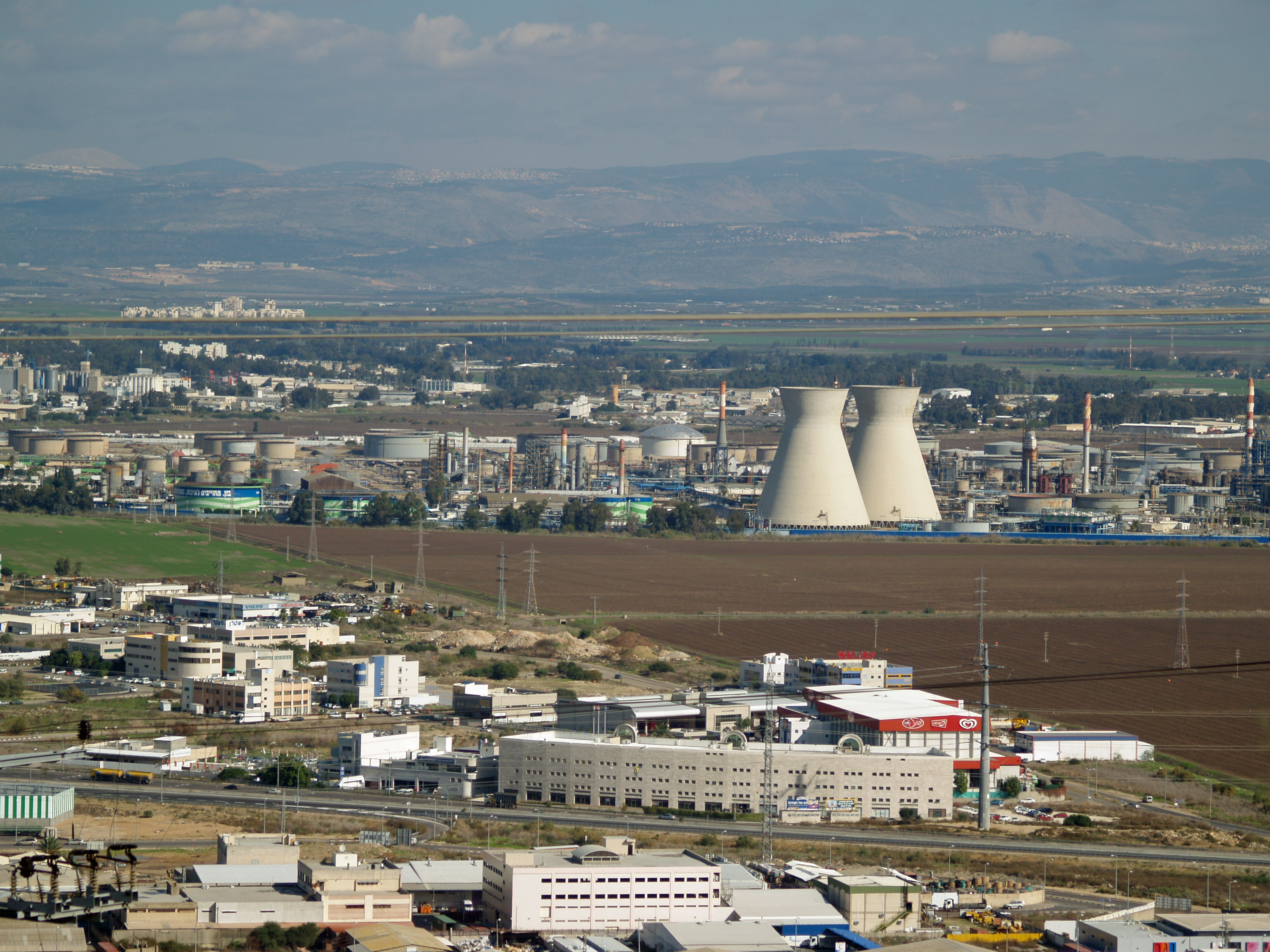
Rafineria Oil Refineries w Hajfie

W Izraelu mówi się często, że w Jerozolimie się modlą, w Tel Awiwie – tańczą, a w Hajfie pracują. Okazuje się, że jest więcej niż szczypta prawdy w tym powiedzeniu. Hajfa jest centrum nowoczesnego przemysłu, a jednocześnie największym portem morskim (35% przeładunków portowych) Izraela.
Strefa przemysłowa Hajfy znajduje się w północnej części miasta, w rejonie ujścia rzeki Kiszon do Morza Śródziemnego. Znajduje się tutaj duża rafineria Oil Refineries, która przerabia rocznie 9 mln ton ropy naftowej (66 mln baryłek). W latach 30. XX wieku wybudowano wielkie bliźniacze chłodnie kominowe, które są z daleka rozpoznawalnym symbolem miasta. Wokół rafinerii powstało wiele zakładów przemysłu petrochemicznego.
Na południowych przedmieściach Hajfy znajduje się największy park przemysłowy Mat’am (skrót od Mirkaz Ta’asiya v’Meida – Scientific Industries Center). Swoje siedziby mają tutaj między innymi izraelskie filie Intelu, IBM-u, Microsoftu, Motoroli, Google, Philipsa, Zoran i Amdocs.

## Transport
Hajfa ma dobrze rozwiniętą komunikację miejską, jak również dogodne połączenia komunikacyjne z pozostałymi miastami Izraela oraz z resztą świata.
W mieście funkcjonuje podziemna kolej linowo-terenowa Carmelit (hebr. כרמלית). Linia rozpoczyna się w dolnej dzielnicy Kikar Paris i kończy na górze Karmel. Dwa składy obsługują linię długości 1,8 km, na których znajduje się sześć stacji. Ponieważ komunikacja odbywa się pod ziemią kolej nazywana jest (nie do końca słusznie) najkrótszym metrem na świecie. Ponadto kolejka linowa z gondolami łączy dzielnicę Bat Gallim na wybrzeżu z tarasem widokowym przy klasztorze na górze Karmel.
Komunikacja krajowa jest utrzymywany przez sześć stacji kolejowych Rakewet Jisra’el (Kirjat Chajjim, Chucot ha-Mifrac, Lew ha-Mifrac, Hajfa Merkaz-ha-Szemona, Hajfa Bat Gallim i Hajfa Chof ha-Karmel) i trzy dworce autobusowe. Główny dworzec autobusowy znajduje się w dzielnicy portowej. Od strony północnej przyjeżdżają i odjeżdżają autobusy dalekobieżne, a od strony południowej lokalne. Do Tel Awiwu kursują autobusy trzech linii, jedna linia jeździ do Jerozolimy. Lokalne połączenia są utrzymywane z Naharijją, Akką, Nazaretem, Tyberiadą i Safedem. Hajfa jest jedynym miastem w Izraelu, w którym funkcjonuje komunikacja autobusowa w szabat.
Hajfa jest połączona z resztą kraju autostradą nr 2, która wzdłuż wybrzeża biegnie do Tel Awiwu. Ponadto droga ekspresowa nr 4 (Erez–Rosz ha-Nikra) kieruje się wzdłuż wybrzeża na północ od Hajfy. W 2006 rozpoczęto budowę tunelu pod górą Karmel o długości 6 km, który oddano do użytku 1 grudnia 2010 r. Wraz z autostradą nr 22 ułatwił on komunikację w obszarze Hajfy. Do tej pory aby przejechać z autostrady nr 2 na północ, trzeba było przejeżdżać przez śródmieście Hajfy.
Port w Hajfie jest największym międzynarodowym morskim portem pasażerskim w Izraelu. Promy odpływają stąd na Cypr lub Kretę. Międzynarodowe oraz krajowe loty lotnicze obsługuje port lotniczy Hajfa, który jest położony w strefie przemysłowej na wschód od miasta. Samoloty Arkia Israeli Airlines utrzymują stąd stałe połączenia z Tel Awiwem i Ejlatem.

## Turystyka

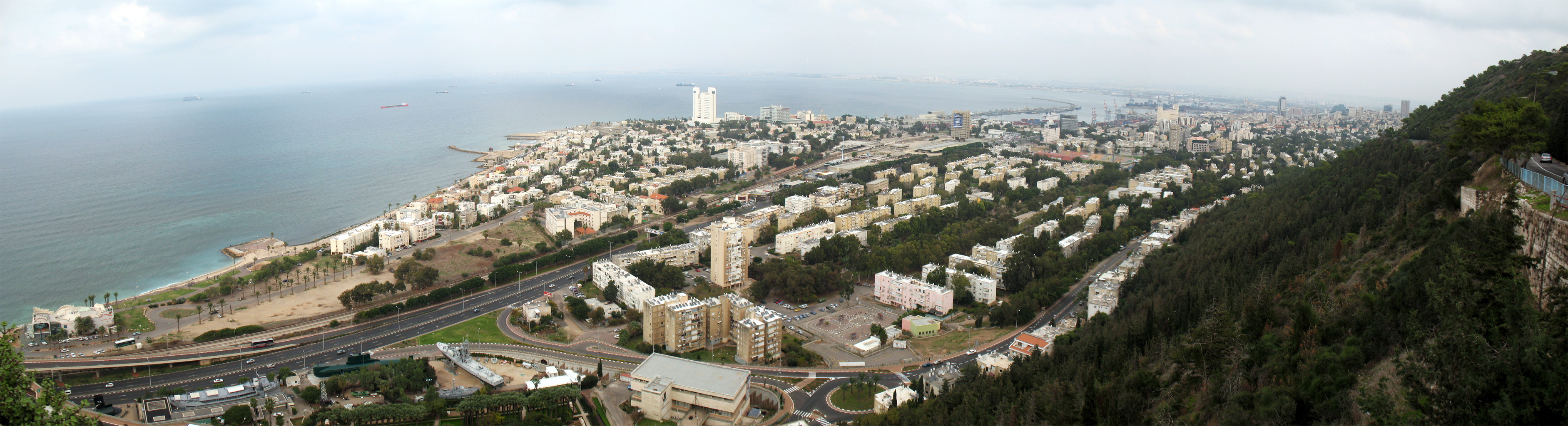
Panorama portu Hajfa

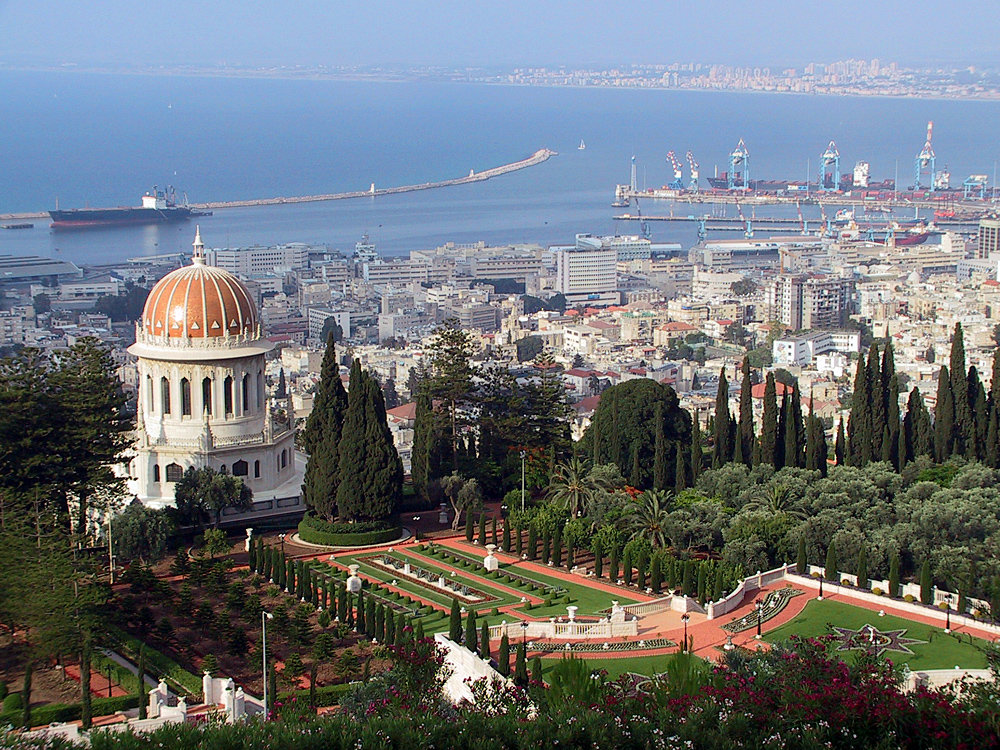
Mauzoleum Baba w Hajfie, główna świątynia bahaizmu

Jedna z największych atrakcji turystycznych Hajfy jest świątynia bahaistów, która wznosi się w starannie pielęgnowanych ogrodach. Świątynia jest przykryta złotą kopułą. Jest to jeden z dwóch głównych ośrodków duchowych bahaizmu. Świątynię wybudowano w 1953. Łączy ona style i proporcje architektury europejskiej ze sztuką Orientu.
Powyżej znajduje się Powszechny Dom Sprawiedliwości (ang. Universal House of Justice) należący do bahaistów. Jest on jednak zamknięty dla turystów.
W odległości około 200 m od świątyni bahaistów znajduje się Ogród Rzeźb. Jest to park, w którym prezentowane są rzeźby z brązu, wykonane przez rzeźbiarkę Ursulę Malbin.
Na szczycie góry Karmel (546 m n.p.m.) urządzono Park Matki (hebr. Gan Ha’em) z amfiteatrem, w którym organizowane są liczne koncerty. Wokół znajdują się liczne sklepiki i kawiarenki. W północnej części parku umieszczono niewielki ogród zoologiczny z Muzeum Prehistorii M. Stekelisa, Muzeum Biologii i Muzeum Historii Naturalnej.
Na górze Karmel znajduje się także klasztor karmelitów bosych Stella Maris. Według karmelitów, kościół i klasztor zostały wzniesione nad jaskinią, w której miał mieszkać Eliasz. W klasztorze są malowidła sufitowe przedstawiające Eliasza i słynny wóz ognisty, króla Dawida z harfą, proroków Izajasza, Ezechiela oraz inne. W przyklasztornym ogrodzie jest piramida, ustawiona na grobie francuskich żołnierzy poległych podczas kampanii napoleońskiej. Do klasztoru można dojechać kolejką linową, której dolna stacja znajduje się przy nadmorskiej promenadzie. Tuż obok dolnej stacji jest druga grota proroka Eliasza. Do 1948 pełniła ona rolę meczetu Khadara (pod takim imieniem Eliasza czczą muzułmanie).
Na malowniczych, południowych zboczach góry Karmel leży Park Narodowy Karmel, nazywany także „Małą Szwajcarią” (hebr. Szwecarja ha-Ketanna).

## Kultura

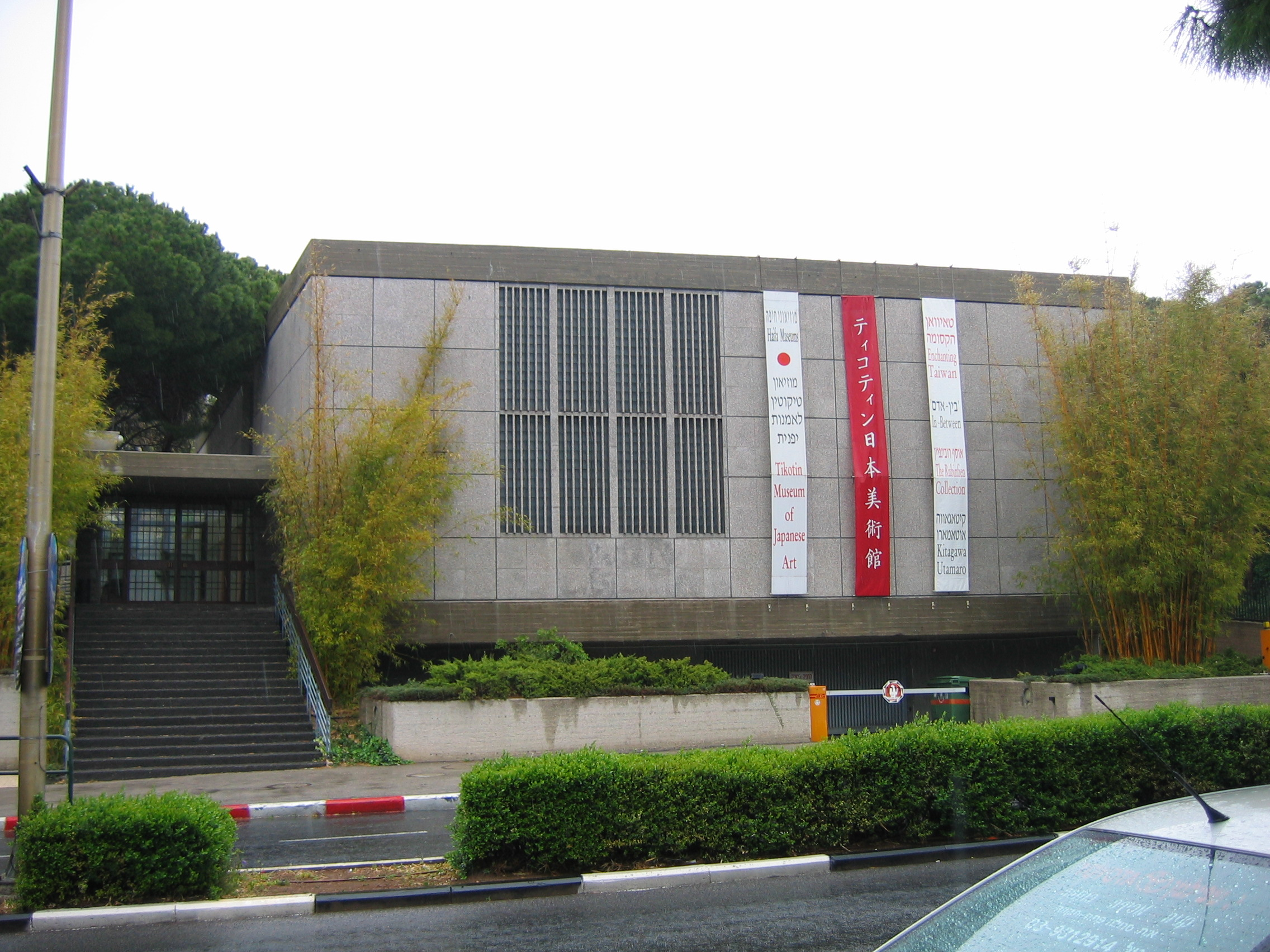
The Tikotim Museum of Japanese Art w Hajfie

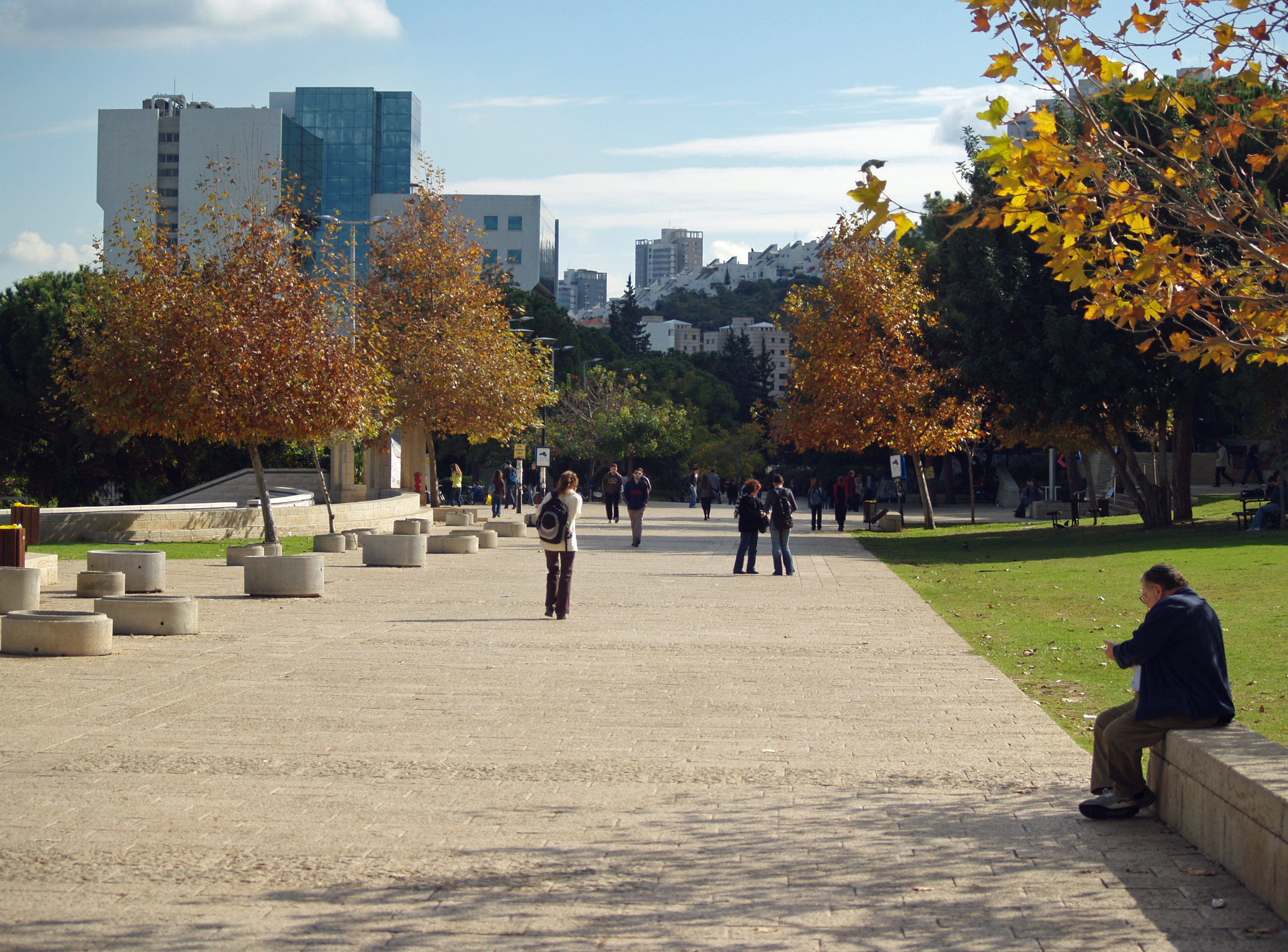
Budynki Instytutu Technion w Hajfie

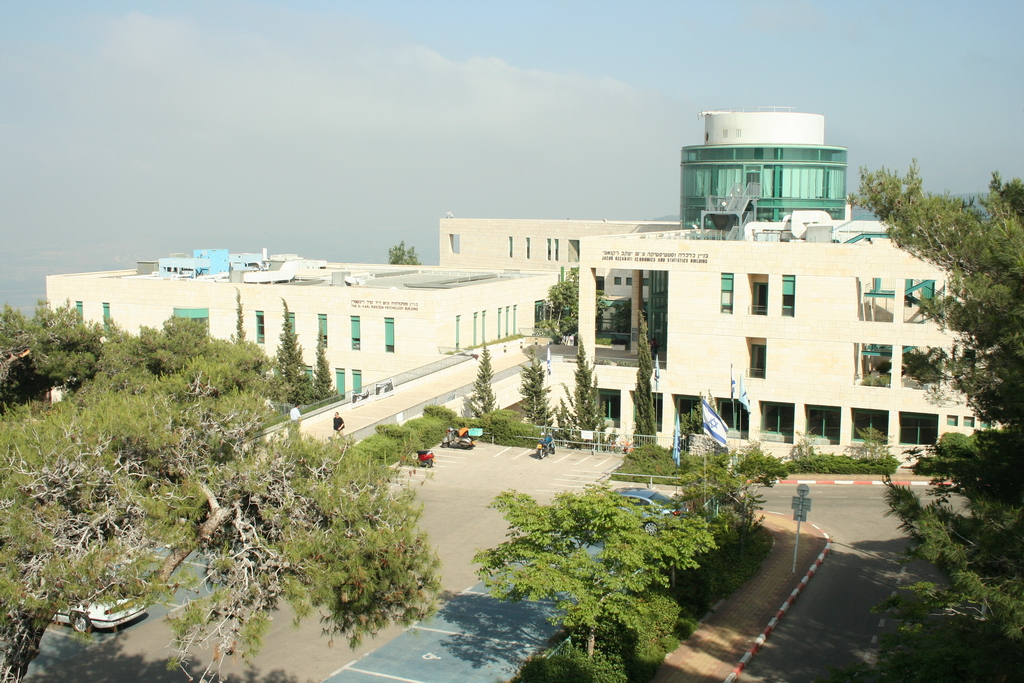
Budynki Uniwersytetu w Hajfie

Hajfa jest największym ośrodkiem kultury na północy Izraela. Szczególnym okresem rozwoju kulturalnego miasta były lata 50., podczas których ówczesny burmistrz Abba Chuszi włożył duży wysiłek w zachęcenie aktorów i poetów do osiedlania się w Hajfie. Powstał wówczas Teatr Hajfy, który był pierwszym teatrem miejskim w kraju. W mieście znajdują się także inne teatry: Krieger Centre for the Performing Arts i Rappaport Art and Culture Center. Ponadto Centrum Kongresowe organizuje liczne wystawy i koncerty.
W 1950 utworzono orkiestrę symfoniczną Hajfy, która propaguje muzykę klasyczną na północy kraju. W 2004 ich koncert wysłuchało ogółem 49 tys. osób. Dodatkowo od 1975 w Hajfie jest organizowany Międzynarodowy Festiwal Filmowy Hajfa. W mieście znajduje się 29 sal kinowych, wydawana jest gazeta Yediot Haifa i nadaje rozgłaśnia radiowa Radio Hajfa.
W Hajfie znajduje się wiele muzeów, z których najbardziej popularnym jest Narodowe Muzeum Nauki, Techniki i Przestrzeni (National Museum of Science, Technology and Space), które w 2004 odwiedziło prawie 150 tys. gości. Muzeum znajduje się w dawnym budynku instytutu Technion, w dzielnicy Hadar. Muzeum Hajfy przedstawia współczesną i klasyczną sztukę, oraz informacje historyczne o Hajfie. Szczególnie wyjątkowym jest Muzeum Sztuki Japońskiej Tikotin, które jako jedyne na Bliskim Wschodzie prezentuje sztukę japońską. Z innych muzeów w Hajfie znajdują się: Muzeum Prehistorii, Muzeum Hechtów, Narodowe Muzeum Morskie, Muzeum Archeologiczne Dagon, Muzeum Kolejnictwa, Muzeum Tajnej Imigracji, Muzeum Izraelskiego Przemysłu Naftowego i inne.
W 2009 w ramach Roku Polskiego w Izraelu w Muzeum Sztuki wystawiono prace m.in. Grzegorza Klamana, Huberta Czerepoka, wideo Normana Leto i Janka Simona. Prezentowane dzieła dotyczą przemocy i brutalności.
W Hajfie znajduje się jedyny na świecie silos zbożowy (kompleks „Dagon”) w którym urządzono muzeum prezentujące historię upraw i użytkowania zbóż.
Na górze Karmel znajduje się ogród botaniczny i zoologiczny.

## Szkolnictwo i nauka
Hajfa jest siedzibą dwóch wyższych uczelni, które mają międzynarodową renomę. Na szczycie góry Karmel znajduje się założony w 1963 Uniwersytet w Hajfie. Kampus akademicki zaprojektował znany architekt Oscar Niemeyer. Wieża Eszkol na Uniwersytecie Hajfa została wzniesiona w 1978 i była drugim pod względem wysokości budynkiem (wysokość 102 m) w Izraelu. Z najwyższego piętra Wieży Eszkol rozciąga się panorama na Zatokę Hajfy i północny Izrael.
Drugą uczelnią jest założony w 1924 Instytutu Technologii – Technion, który ma 18 wydziałów i 42 instytuty badawcze.

## Sport
W Hajfie działa osiem klubów piłkarskich, z których dwa – Maccabi Hajfa i Hapoel Hajfa – są w pierwszej lidze w Izraelu. Pozostałe kluby to: Beitar Haifa, Akhva Haifa, Hapoel Spartak Haifa, Sportek Haifa, Bnei Kababir i Hapoel Neve Sha’anan. W mieście znajduje się Stadion Samiego Ofera (30 tys. miejsc).
W mieście znajdują się także kluby sportowe koszykówki, siatkówki, tenisa i piłki ręcznej. Arena Koszykarska Romema posiada 2 tys. miejsc, a stadion lekkoatletyczny Neve Sha’anan posiada 1 tys. miejsc.
Na plażach koło klubu Bat Gallim trenuje się surfing, kitesurfing i żeglarstwo. W 1996 miasto było gospodarzem Mistrzostw Świata Windsurfingu. Klub tenisowy Haifa Tennis Center znajduje się w południowo-zachodniej części miasta i jest jednym z największych w Izraelu – posiada 20 kortów do gry.

## Opieka zdrowotna
Hajfa dysponuje około 4 tys. łóżek w szpitalach. Największym tutejszym szpitalem jest państwowy Ośrodek Medyczny Rambam (ang. Rambam Medical Center), który ma około 900 łóżek. Miejski Szpital Bnai Zion posiada 400 łóżek. Z innych szpital w mieście znajduje się Szpital Włoski, trzy szpitale prywatne Elisha Hospital (z około 100 łóżkami), Centrum Medyczne Horev (ang. Horev Medical Center) i Ramat Marpe. W trzech największych szpitalach miejskich (Rambam, Bnai Zion i Carmel) średnia długość pobytu pacjenta wynosiła 4 dni. W 2004 szpitale Rambam i Bnai Zion miały zajęte łóżka w 96% i 94%, natomiast szpital Carmel w 104%. W 2005 Magen David Adom miał 48 103 interwencji, co daje średnio 180 wyjazdów dziennie. Około 1500 wezwań było fałszywymi alarmami. Oddziały intensywnej opieki medycznej MDA odnotowały w tym samym okresie 16 097 przyjęć.

## Burmistrzowie
| - Najib Effendi al-Yasin (1873–1877) - Akhmad Effendi Jalabi (1878–1881) - Mustafa Bey al-Salih (1881–1884) - Mustafa Pasha al-Khalil (1885–1903) - Dżamil Sadik (1904–1910) - Rif’at al-Salah (1910–1911) - Ibrahim al-Khalil (1911–1913) - Abd al-Rahman al-Haj (1920–1927) - Hasan Szukri (1914–1920, 1927–1940) – ostatni arabski | - Szabbetaj Lewi (1940–1951) – pierwszy żydowski - Abba Chuszi (1951–1969) - Mosze Flimann (1969–1973) - Josef Almogi (1974–1975) - Jeruham Zeisel (1975–1978) - Arje Gur’el (1978–1993) - Amram Micna (1993–2003) - Gijjora Fiszer (2003) - Jona Jahaw (2003–2018) - Enat Kalisz-Rotem (2018-2024) - Jona Jahaw (2024–) |

## Ludzie urodzeni w mieście
- Abed Abdi(inne języki) (ur. 1942) – arabski malarz, grafik, rzeźbiarz.
- Ralph Bakshi (ur. 1938) – reżyser, scenarzysta filmów animowanych, producent.
- Aaron Ciechanower (ur. 1947) – biolog. W 2004 roku wraz z Awramem Herszko i Irwinem Rose, otrzymał Nagrodę Nobla w dziedzinie chemii za odkrycie procesu degradacji białek w komórkach, w którym bierze udział białko ubikwityna.
- David Deutsch (ur. 1953) – fizyk, pracuje na Uniwersytecie Oksfordzkim.
- Amos Gitaj (ur. 1950) – reżyser filmowy.
- Iwri Gitlis (ur. 1922) – skrzypek, a także ambasador dobrej woli UNESCO.
- Uzzi Landau (ur. 1943) – polityk z partii Likud.
- Uri Lupolianski (ur. 1951) – obecny (od 2003) burmistrz miasta Jerozolima. Jest członkiem Partii Tory. Był pierwszym ultraortodoksyjnym Żydem wybranym w Izraelu na urząd burmistrza Jerozolimy.
- Sziri Majmon (ur. 1981) – izraelska piosenkarka, reprezentantka Izraela na Konkursie Piosenki Eurowizji 2005 z piosenką Hasheket Shenish’ar, gdzie zajęła 4. miejsce, uzyskawszy 154 pkt.
- Moshe Safdie (ur. 1938) – współczesny architekt.
- Gene Simmons (ur. 1949) – rockowy wokalista i gitarzysta. Najbardziej znany jako „The Demon”, członek i współzałożyciel hardrockowego zespołu Kiss.
- Hillel Slovak (1962–1988) muzyk, był pierwszym gitarzystą kalifornijskiego zespołu rockowo-funkowego Red Hot Chili Peppers.
- Chaja Hararit – izraelska aktorka i scenarzystka.
- Rut Dajan (1917–2021) – projektantka mody, działaczka społeczna.

## Miasta partnerskie
- Aalborg, Dania
- Antwerpia, Belgia
- Boston, Stany Zjednoczone
- Brema, Niemcy
- Düsseldorf, Niemcy
- Erfurt, Niemcy
- Fort Lauderdale, Stany Zjednoczone
- Guayaquil, Ekwador
- Hackney, Wielka Brytania
- Kapsztad, RPA
- Kōbe, Japonia
- Lexington, Stany Zjednoczone
- Limassol, Cypr
- Luton, Wielka Brytania
- Mainz, Niemcy
- Manila, Filipiny
- Mannheim, Niemcy
- Marsylia, Francja
- Newcastle upon Tyne, Wielka Brytania
- Odessa, Ukraina
- Palm Desert, Stany Zjednoczone
- Petersburg, Rosja
- Portsmouth, Wielka Brytania
- Rosario, Argentyna
- San Francisco, Stany Zjednoczone
- Santa Fe, Argentyna
- Santo Domingo, Ekwador
- Szanghaj, Chiny
- West Hartford, Stany Zjednoczone